# 迪吉因省

迪吉因省（西班牙語：Diguillín）是智利的56個省份之一，位於該國中部，由紐夫萊大區負責管轄，首府設於布爾內斯，面積5,229.3平方公里，2002年人口319,809。
該省為2018年新成立紐夫萊大區後，新設的省份。